# Antonio Niccolini
Antonio Niccolini (21 avril 1772 - 8 mai 1850) est un architecte, peintre, graveur et scénographe italien,.

## Biographie
Niccolini est né à San Miniato al Tedesco, en Toscane. Il est principalement connu pour la reconstruction de l'intérieur du Teatro di San Carlo après l'incendie de celui-ci en 1816. Il a aussi été un scénographe de théâtre très apprécié. Raffaele del Ponte est un de ses élèves. Il a publié de nombreux traités sur l'architecture de Pompéi et Herculanum, dont notamment :
- Descrizione della gran terma puteolana, volgarmente detta Tempio di Serapide (1846) Naples, Stamperia Reale[3]
- Real museo borbonico, Volumes 1 - 15, Museo Nazionale di Napoli
- Views and Restorations of the Monuments of Pompeii
- Quadro in musaico scoperto in Pompei a di 24 ottobre 1831 (1832)[4]
- Sul ritratto di Leone X dipinto da Raffaello di Urbino e sulla copia di Andrea del Sarto (1841), Stamperia Reale, Naples[5]

Il meurt à Naples, à l'âge de 78 ans.